# Gustavo Oberman
Gustavo Andrés Oberman (ur. 25 marca 1985 w Quilmes) – argentyński piłkarz występujący na pozycji pomocnika. Obecnie jest zawodnikiem klubu Argentinos Juniors, do którego jest wypożyczony z CFR Cluj.

## Kariera klubowa
Oberman zawodową karierę rozpoczynał w klubie Argentinos Juniors. W argentyńskiej Primera División zadebiutował 13 sierpnia 2004 w przegranym 0:1 meczu z Racing Club. Od czasu debiutu był podstawowym graczem Argentinos Juniors. 16 października 2004 w wygranym 1:0 pojedynku z San Lorenzo strzelił pierwszego gola w trakcie gry w Primera División Argentina.
W lipcu 2005 odszedł do innego pierwszoligowca - River Plate. Pierwszy ligowy występ w jego barwach zanotował 14 sierpnia 2005 przeciwko Gimnasia y Esgrima Jujuy (0:0). W River Plate pełnił rolę rezerwowego i po jednym sezonie spędzonym w jego barwach, powrócił do Argentinos Juniors. W styczniu 2007 został stamtąd wypożyczony do hiszpańskiego CD Castellón. W Segunda División zadebiutował 11 lutego 2007 w przegranym 0:2 spotkaniu z CD Tenerife. W Castellón grał przez półtora roku, jednak nie został wykupiony przez ten zespół z Argentinos Juniors.
Latem 2008 roku przeszedł do rumuńskiego CFR Cluj. Grał tam przez pół roku, a w styczniu 2009 na zasadzie wypożycznia przeszedł do hiszpańskiego klubu Córdoba CF. Tam zadebiutował 14 lutego 2009 w wygranym 2:0 meczu z Sevilla Atlético. Następnie Oberman został wypożyczony do Argentinos Juniors.

## Kariera reprezentacyjna
Oberman jest byłym młodzieżowym reprezentantem Argentyny. W 2005 roku wraz z kadrą U-20 uczestniczył w Mistrzostwach Świata U-20, które zostały wygrany przez Argentynę.

## Życie prywatne
Gustavo Oberman jest synem Enrique Pablo Obermana, byłego reprezentanta Argentyny.